# Треугольное колесо
Треугольное колесо — ежегодный культурологический альманах. 

Обложка альманаха «Треугольное колесо»

Издаётся с 2004 года. Главный редактор — Михаил Погарский. Издатель дизайн-студия «Треугольное колесо». К 2009 году вышло пять выпусков. Согласно пресс-релизу издателей,

Основное направление нового альманаха обозначено как «неадекватный взгляд на мир». Альманах принципиально не ставит перед собой никаких рамок и ограничений, стремясь к максимальному охвату материала. Он должен быть изменчив и многообразен, как сама жизнь. Любая тема и любое направление должно находить место под обложкой альманаха. Основным критерием отбора является «не-стандартная» точка зрения, специфический «треугольный» ракурс.

Альманах объединяет в себе элементы периодического издания и работы в жанре Книга художника. Каждый выпуск альманаха сопровождается ручными вставками, авторскими марками, штампами, пломбами и вклейками. Содержание альманаха составляют статьи об искусстве, философские эссе, художественная проза и поэзия. На страницах альманаха публиковались многие известные литераторы и художники: Марина Москвина, Эвелина Шац, Леонид Тишков, Михаил Карасик, Игорь Иогансон, Евгений Гриневич и многие другие.
Как поясняет редактор альманаха Михаил Погарский,

Треугольное колесо — знак гармонии и столпотворения, символ порядка и хаоса, объединение светлого и темного начала, поэтической свободы и риторической строгости… «Треугольное колесо» — проект, пытающийся охватить все. В нём нет ограничений ни по жанрам, ни по авторам, ни по идеям. Это вполне авантюрный, достаточно безумный, максимально художественный и предельно поэтичный взгляд на мир…Реальные мистификации и бредовые положения соседствуют с теориями, претендующими на истину (по крайней мере, внутри себя)… Человек не сводится к сумме биологий и разности психологий. Подвиги и безрассудства — вот магистральные основы личности! Создание треугольных колес — вот деяние, ведущее к увеличению человеческого в человечестве!